# Kateryna Babkina
Kateryna Babkina (Катерина Богданівна Бабкіна, ur. 1985 w Iwano-Frankiwsku) – ukraińska poetka, pisarka, dziennikarka, scenarzystka, laureatka Literackiej Nagrody Europy Środkowej „Angelus”.

## Życiorys
Zadebiutowała w wieku 17 lat. Z wykształcenia jest dziennikarką, pracowała w zawodzie przez dziesięć lat. Publikowała na łamach prasy ukraińskiej i zagranicznej, w tym w „Esquire”, „Le Monde”, „Harper’s Bazaar”, „Art Ukraine”, „Buro 24/7” czy „The Insider”.
Jest autorką tomików poezji, zbiorów opowiadań, powieści i książek dla dzieci. Jej twórczość została przetłumaczona na 12 języków, w tym na język angielski, czeski, francuski, hiszpański i niemiecki. Napisała scenariusze do trzech filmów, zaś jej sztuka teatralna Hamlet Babylon została wystawiona w Kijowie, Genewie i w Wiedniu.
W 2018 roku została rezydentką programu literackiego The International Writing Program prowadzonego w ramach University w Iowa. Rok później znalazła się w finale Nagrody literackiej im. Josepha Conrada-Korzeniowskiego. W 2021 roku zdobyła Literacką Nagrodę Europy Środkowej Angelus 2021 i nagrodę czytelników im. Natalii Gorbaniewskiej za zbiór opowiadań Nikt tak nie tańczył, jak mój dziadek, który ukazał się w tłumaczeniu Bohdana Zadury nakładem Warsztatów Kultury.

## Dzieła wydane po polsku
- Szczęśliwi nadzy ludzie (2016) (oryg. Щасливі голі люди, tłum. Bohdan Zadura, Warsztaty Kultury w Lublinie 2017, ISBN 978-83-64375-23-1) – opowiadania[3]
- Sonia (2013) (oryg. Соня, tłum. Bohdan Zadura, Warsztaty Kultury w Lublinie 2018, ISBN 978-83-64375-30-9) – powieść[3]
- Nikt tak nie tańczył, jak mój dziadek (2019) (oryg. Мій дід танцював краще за всіх, tłum. Bohdan Zadura, Warsztaty Kultury w Lublinie 2020, ISBN 978-83-64375-45-3) – opowiadania[7][3]
- Nie boli (2021) (oryg. Не болить, tłum. Bohdan Zadura, Wydawnictwo Warstwy, Wrocław 2023, ISBN 978-83-67186-93-3) – poezja[8]
- A pamiętasz, mamo? (2023) (oryg. Мам, пам'ятаєш?, tłum. Bohdan Zadura, Wydawnictwo Warstwy, Wrocław 2023, ISBN 978-83-67186-12-4) – powieść[9]
- Czapeczka i wieloryb (2016) (oryg. Шапочка і кит, ang. Cappy and the Whale, tłum. Bohdan Zadura, Warsztaty Kultury w Lublinie 2024) – literatura dziecięca[10]

Jej prace znalazły się również w wydanych w Polsce antologiach:
- Listy z Ukrainy. Antologia poezji (Rada Artystyczna "Dialog", Wrocław 2016, ISBN 978-617-692-326-8) – poezja
- Ukraińska nadzieja (Fundacja „Nasz Wybór”. Wydawnictwo FORMA, Warszawa, Szczecin, Bezrzecze 2017, ISBN 978-83-65778-48-2) – poezja
- 100 wierszy wolnych z Ukrainy (Biuro Literackie, Kołobrzeg 2022, ISBN 978-83-67249-06-5) – poezja
- Piszą, więc żyją. Pierwszych sto dni wojny (Biuro Literackie, Kołobrzeg 2022, ISBN 978-83-67249-18-8) – esej
- Wojna 2022: eseje, wiersze, dzienniki (Centrum Mieroszewskiego, Warszawa 2023, ISBN 978-83-66883-53-6) – esej i poezja